# Ermita de San Antonio Abad (Alcoy)
La ermita de San Antonio Abad de Alcoy (provincia de Alicante, España) es un conjunto arquitectónico formado por dos edificios contiguos situado en el monte del mismo nombre. El más antiguo es una ermita de estilo gótico valenciano de arcos diafragma del siglo XIV, de la cual queda parte de su estructura, y el otro edificio es una ermita construida en el siglo XVIII, producto típico de la arquitectura tradicional.

## Descripción

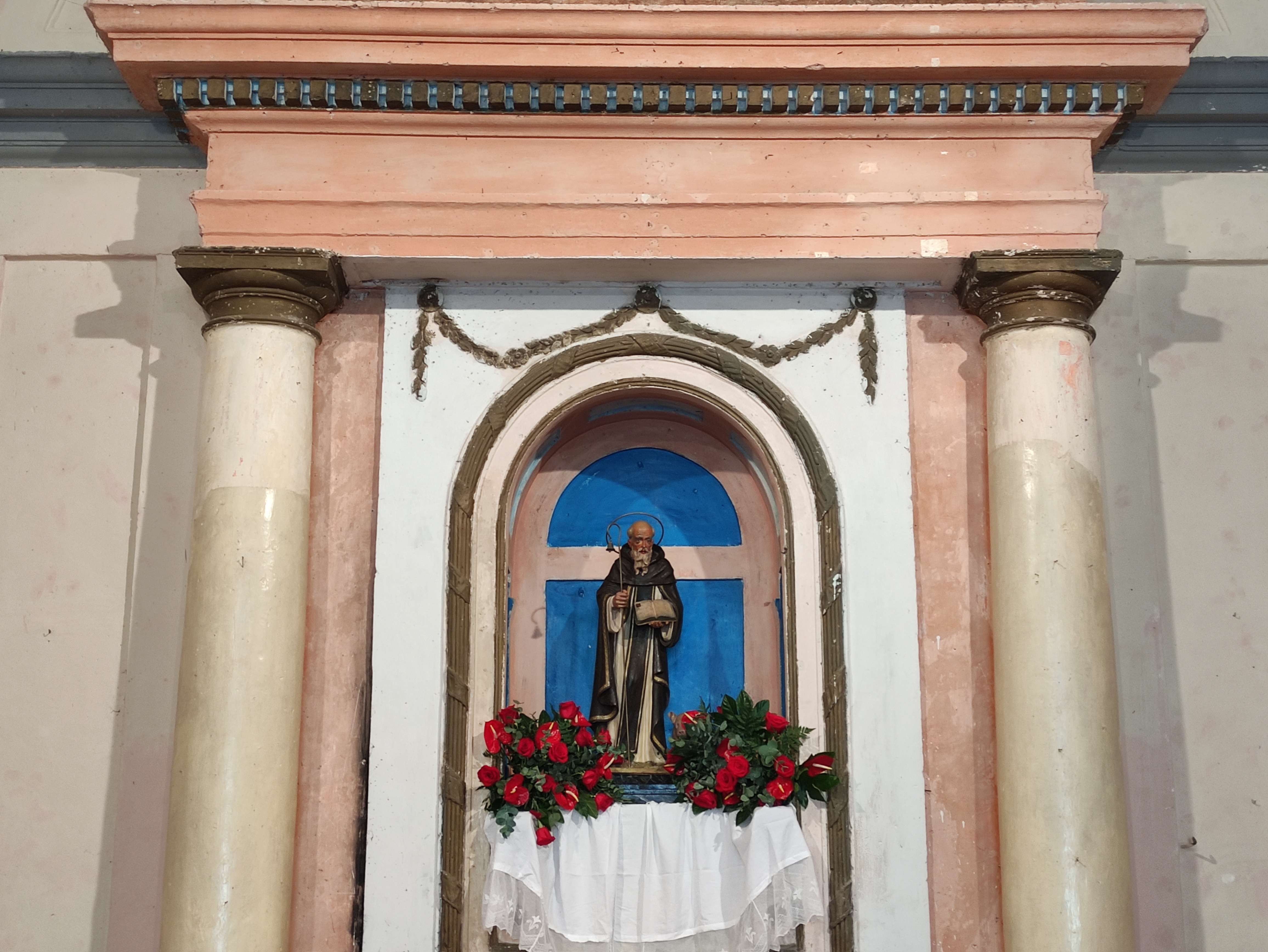
Altar Mayor con la imagen de San Antonio Abad

La ermita más antigua está dividida en tres tramos por arcos diafragma, existiendo un espacio de porche a través del que se accede al interior. La otra ermita forma un volumen prismático, con cubierta a cuatro aguas. 
El exterior, de mampostería y sillería en las esquinas, está enlucido y tiene una espadaña en la fachada principal. El interior, sin ornamentación alguna, es un espacio unitario formado por la nave de pequeñas dimensiones, con planta de cruz griega de brazos cortos cubierto por una cúpula ciega sobre pechinas.
Alrededor de la ermita hay una explanada cerrada con muro de mampostería, donde se celebran fiestas y el porrat en honor del santo.